# Helmut Buhsfeld
Helmut Buhsfeld (* 17. März 1951) ist ein ehemaliger deutscher Fußballspieler.

## Laufbahn
Der Nachwuchsstürmer begann in der Jugend der Sportfreunde Katernberg mit dem Fußballspielen und schloss sich als A-Jugendlicher dem Lokalrivalen Rot-Weiss Essen an. Ab 1972 spielte er drei Jahre lang in der zweitklassigen Regionalliga West für Eintracht Gelsenkirchen. In der Saison 1973/74 konnten sich die Gelsenkirchener nicht für die neu gegründete 2. Bundesliga qualifizieren, Helmut Buhsfeld kam auf fünf Tore in 28 Einsätzen und landete mit dem Verein nur auf Tabellenrang 16. Nach einem Jahr beim westfälischen Verbandsligisten Erler SV 08, mit dem er den 7. Tabellenplatz erreichte, wechselte Buhsfeld 1976 zum amtierenden Niederrheinmeister 1. FC Bocholt. In der Spielzeit 1976/77 feierte er mit dem Verein den Aufstieg in die Zweite Bundesliga Nord, wo er in 31 Saisonspielen sieben Tore erzielte, den Abstieg jedoch nicht verhindern konnte. Im Sommer 1978 schloss er sich dem Nordrhein-Oberligisten Rot-Weiß Oberhausen an. Mit zehn Saisontoren in 32 Einsätzen war der Angreifer wesentlich am Titelgewinn in der Premierensaison der Oberliga beteiligt und schaffte mit den Rot-Weißen 1979 die Rückkehr in die 2. Fußball-Bundesliga. Für den Klassenneuling traf Buhsfeld gleich am 1. Spieltag der Zweitligasaison 1979/80 im Auswärtsspiel beim Wuppertaler SV doppelt und sorgte somit für den Oberhausener 2:1-Sieg. Am Ende der Spielzeit kam er auf acht Tore in 35 Einsätzen und schaffte mit RWO den Klassenerhalt.
Helmut Buhsfeld bestritt insgesamt 66 Spiele in der 2. Bundesliga und erzielte dabei 15 Tore.
Der ehemalige RWO-Profi lebte einige Jahre in Ihringen am Kaiserstuhl. 2007 war er Trainer beim Freiburger Vorortverein SV Opfingen. Mittlerweile lebt er in Deining ca. 50 km von Nürnberg entfernt. Dem Fußball hat er sich abgewandt und spielt nun aktiv Tennis.